# Thomas Müntzer
Thomas Müntzer (souvent orthographié en français : Münzer ou Muntzer, ou encore Munzer, ou en latin : Muncerus), né en 1489 (ou 1490) à Stolberg et mort le 27 mai 1525 à Mühlhausen, est une grande figure de la Réforme protestante reconnu comme pasteur et prédicateur anabaptiste et un des chefs religieux de la guerre des paysans dans le Saint-Empire romain germanique au XVIe siècle. C’est un dirigeant révolutionnaire et l’un des principaux protagonistes de la Réforme, et plus particulièrement de la Réforme radicale.

## Biographie
Né de parents pauvres, Thomas Müntzer aurait perdu son père de bonne heure, et sa mère aurait subi des mauvais traitements sous prétexte d'indigence. Son père est un pauvre artisan d'origine slave (Munczer), qui aurait fini ses jours pendu à la potence, sacrifié à l'arbitraire d'un comte. C'est donc livré à lui-même que grandit le jeune garçon, qui bénéficiera toutefois d'une « bonne éducation »,,.  Il étudia la théologie à l'université de Leipzig. 

### Ministère
Il obtient sa première charge de prêtre auxiliaire dans la ville de Halle-sur-Saale (Saxe-Anhalt). Müntzer est d’abord un fidèle de Luther auquel il se rallie à Leipzig en 1519 et qui le nomme pasteur à Zwickau en Saxe en 1520. Une fois installé dans sa charge, Müntzer développe des idées personnelles sur la nécessité d’une révolution sociale. Très vite, il veut atteindre la masse des analphabètes.
En 1521, il est donc dissident à trois niveaux : 
- vis-à-vis des autorités civiles puisqu’il a été exclu trois fois des villes où il prêchait[réf. nécessaire] ;
- vis-à-vis des autorités romaines car il se rallie au camp luthérien en 1519 à Leipzig et rédige en 1521 le Manifeste de Prague, qui est un appel à la révolte contre « la putain de Babylone », l'Église de Rome ;
- vis-à-vis de Luther car en juillet 1524, il se différencie en critiquant la trop grande proximité de Luther avec les autorités civiles et surtout les princes. C’est le Sermon aux Princes qu'il prononce devant la cour du duc de Saxe où il attaque avec virulence l'autorité de l'Église et de l'Empire.

À partir de fin 1523, Müntzer s’en prend dans ses écrits à Luther. Il profite de la révolte des Paysans pour répandre ses idées. En effet, l'agitation paysanne étant à son paroxysme en Saxe, il essaie de soulever les classes laborieuses contre les princes régnants et les ecclésiastiques. Il affirme que la trop forte quantité de travail nuit au salut des paysans car aliénés par l'obligation de cultiver, ils ne peuvent pas se consacrer à la Parole. Il prêche pour un rétablissement de l'Église apostolique par la violence s'il le faut, pour pouvoir préparer le plus vite possible le règne du Christ. Il a peut-être aussi participé à la rédaction des Douze Articles. 
Finalement, après avoir été chassé de Zwickau à la suite d'une dispute avec le magistrat de la ville, puis de Wittemberg, et enfin d’Allstedt où il était arrivé en mars 1523, Thomas Müntzer et son groupe prennent le pouvoir en février 1525 à Mühlhausen en Thuringe, où ils instaurent une sorte de théocratie « radicale et violemment égalitaire » et d’où ils participent, eux aussi, à la guerre des paysans. 
Le 11 mai 1525, Thomas Müntzer et son armée sont aux portes de Frankenhausen, le 14, ils se mettent en ordre de bataille face aux adversaires et le 15 mai a lieu le choc décisif. Ce jour-là, le soleil est providentiellement entouré d’une couronne inhabituelle. À cheval, Müntzer proclame à plus de 7 000 soldats paysans mal équipés et inexpérimentés que c’est un arc-en-ciel, signe de victoire. En fait, la bataille tourne au massacre : les deux armées princières composées de mercenaires professionnels lourdement armés, disposant de canons, commandées l'une par les ducs de Brunswick et de Saxe, l'autre par Philippe de Hesse, « le Magnanime », perdent six mercenaires pour massacrer environ 5 000 paysans.
Peu après, Müntzer est capturé dans une maison de Frankenhausen, où, blessé, il s'était réfugié. Après avoir avoué ses intentions subversives sous la torture, il se rétracte et, le 27 mai, il est décapité à Mühlhausen (Thuringe) devant tout ce que la région compte de personnages de la haute noblesse. À l'attention du bon peuple, sa tête empalée est exposée sur les remparts de la ville.

## Réformes
Müntzer est un millénariste qui croit à l'avènement proche de Jésus-Christ, qui reviendra sur Terre pour procéder au jugement dernier. Il s'agit pour lui de préparer ce règne. En cela le théologien médiéval Joachim de Flore fut pour lui une source d'inspiration.
Dans des prêches et des écrits passionnés, il dénonce son ancien mentor, Luther, qu’il traite volontiers de menteur (« Lügner » en allemand), l'accusant de collusion avec les princes. Il rêve d’un avenir radieux où les opprimés prendraient la place de leurs oppresseurs. 
L'idéologie de Müntzer peut se résumer en trois mots :
- Mystique et spiritualiste. Il insiste sur la rudesse de la croix, sur la révélation personnelle, intérieure, donnée par l’Esprit saint, directement, sans recourir à l’interprétation officielle de la Bible.
- Apocalyptique. Il affirme, s’inspirant de la prophétie de Daniel, que la Fin des Temps est proche et que les élus doivent se séparer du monde et constituer des communautés de saints, où tout serait partagé et où l’on entrerait par un baptême d’adulte.
- Révolutionnaire. Müntzer reprend à son compte cette pensée religieuse eschatologique, qui inspire très vite ses conceptions sociales : la pauvreté excessive, comme la trop grande richesse, constituent un obstacle à l’Évangile. Surtout, à cause de l’exploitation des princes et des riches, le peuple est trop pauvre et trop malheureux pour prier et pour lire la Bible. Il développe l’idée fondamentale qu’aucune réforme religieuse n’est possible sans une réforme sociale.

### Souffrance chrétienne et crainte de Dieu
Le cadre théologique, dans lequel s’inscrit la conscience qu’il avait de sa mission, reste difficile à définir. En tant que théologien réformé ayant reçu une formation académique, il respectait la tradition confessionnelle de l’Église médiévale, mais il y mettait parfois des accents « personnels ». Sa proclamation était centrée sur la tâche de démasquer la foi « imaginaire », sur l’indispensable chemin de souffrance qui menait vers la foi vraie dans l’imitation du Christ, sur l’annonce du Jugement divin, dans le but de rétablir l’ordre originel de Dieu, avec la souveraineté immédiate de Dieu sur les hommes et des hommes sur les créatures. Dans son argumentation, Müntzer prenait appui sur la Bible, qu’il comprenait comme une unité conformément à la tradition de l’Église primitive. Dans son ensemble, l’époque apostolique avait pour lui une fonction normative plus forte que pour la plupart des théologiens de la Réforme. Pour la description du processus du salut, il utilisait des formes de pensée et d’expression de certains spirituels (pneumatikos) médiévaux ; pour ses annonces du Jugement et de l’avenir, il s’inspirait aussi de la tradition apocalyptique. Müntzer a combiné ces éléments traditionnels et ainsi associé les idées du processus de salut individuel avec une vision de la refonte du monde face à l’imminence du Jugement. La crainte des créatures (des puissants) était remplacée par la crainte de Dieu, et c’est bien là qu’était enraciné son appel à s’opposer résolument aux institutions fondées sur la crainte des créatures,.

### Liturgie et musique religieuse

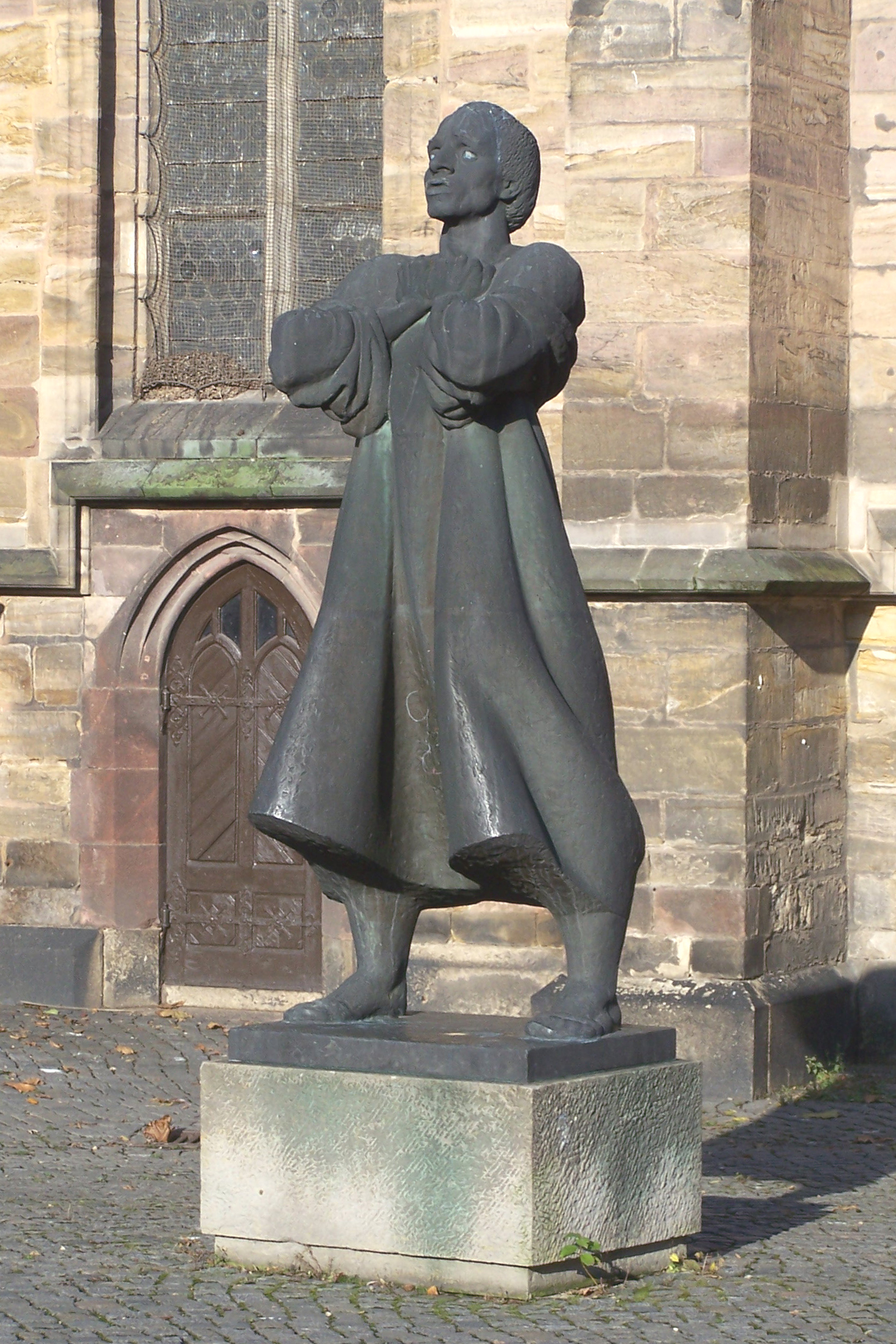
Statue de Thomas Müntzer face à l'église Sainte-Catherine de Zwickau.

Les réformes liturgiques de Thomas Müntzer, qu'il a entreprises lorsqu'il était pasteur d'Allstedt, entre 1523 et 1524, et qu'il a développées dans deux manifestes (Allstedter Kirchenampt et Deutzsch-Evangelisch Mesze), sont d'excellents exemples de la refondation d'une pratique cultuelle proprement protestante. Cette facette de l’œuvre de Müntzer, tout autant que ses compositions musicales, a exercé une influence bien au-delà de la mort du réformateur. Ses messes en allemand, dans lesquelles il a veillé à ne s'écarter qu'à la marge du rite catholique (en latin) et des heures canoniales, pour cependant en mettre le texte à portée des fidèles germanophones, ont été préservées et réimprimées à de multiples reprises dans plusieurs paroisses de Saxe et de Thuringe pendant plus de quatre siècles – sans toutefois que le nom de Müntzer y apparaisse.
Les écrits liturgiques de Müntzer constituent une tentative de transposer directement en allemand le texte des hymnes en latin (chant polyphonique) chantés à Allstedt. Par là, Müntzer est un pionnier de la messe en langue vernaculaire en Allemagne moyenne. Son impatience de transposer la richesse de la théologie protestante dans une liturgie proche des gens est manifeste et à Allstedt elle obtint d'emblée un énorme succès. Martin Luther et son entourage posaient un regard sceptique sur les réformes liturgiques de Müntzer, non qu'ils en condamnassent le contenu théologique, mais bien plutôt le souci d'adhésion que l'imprudent Müntzer manifestait.
Il faut supposer que la décision de Luther, d'orchestrer en 1526 sa Messe allemande, non sur les airs polyphoniques, mais plutôt sur des airs populaires d'Allemagne, se fonde sur l'intention consciente de se démarquer de Müntzer, après que la répression de 1525 (écrasement de la Révolte des paysans de Thuringe) eut montré combien la Réforme pouvait servir de prétexte aux autorités pour réprimer les conflits sociaux. Le mépris de Luther pour les réformes liturgiques de Müntzer  (« Imiter, c'est bon pour les singes ») revient sans cesse en conclusion de ses Propos de table.

## Impact historique
L’insistance de Müntzer sur la foi vécue par expérience, sa critique du baptême traditionnel et de l’ordre social existant, tout comme sa façon de prendre modèle sur l’époque apostolique rencontrèrent rapidement un certain succès là où se faisait jour une conception de la foi différente de celle des réformes de Luther et de Zwingli. Ses écrits influencèrent les proto-anabaptistes tel que Hans Denck de Nuremberg, le groupe de Conrad Grebel à Zurich, ainsi que des spiritualistes comme Sébastien Franck ou Valentin Weigel. Par la suite, Gottfried Arnold œuvra à nouveau pour une réception, même si ce n’était pas sans réserve. C’est surtout par les écrits polémiques de Wittenberg que la participation de Müntzer à la guerre des Paysans fut gardée en mémoire par les générations futures, de sorte qu’il fut considéré longtemps comme l’archétype du fanatisme et de la rébellion. Bien que ne partageant pas sa foi chrétienne, Engels, Marx et Kautsky verront en Thomas Müntzer un des premiers communistes, un révolutionnaire social à l’ombre de la croix. Puis plus tard, des chrétiens comme Vernard Eller et d'autres verront en lui le précurseur d'une forme d'anarchisme chrétien. 
L'influence de Thomas Müntzer sur l’histoire du culte protestant et sur la piété de l’imitation du Christ, ainsi que son rôle dans la constitution d’une critique de l’autorité établie et d’une doctrine de la résistance confèrent à Thomas Müntzer une importance historique notable même s’il reste globalement ignoré dans les études sur la Réforme, en raison de son profil de religieux exalté et radical.

## Publications
- Manifeste de Prague (1521, contre les Papistes)
- Trois écrits liturgiques (1523-1524) : Office en langue allemande (1523), Messe protestante allemande (1524), Ordre et calcul du bureau allemand à Allstedt (1524)
- De la foi poétique (début 1524, Nikolaus Widemar, Eilenburg)
- Protestation ou offrande (début 1524, Nikolaus Widemar, Eilenburg)
- Interprétation du deuxième chapitre de Daniel (sermon dit princier) (juillet 1524, Nikolaus Widemar, Allstedt)
- Exposition exprimée [de fausse croyance] (été 1524)
- Apologie très bien fondée (automne 1524)
- et une centaine de lettres en latin ou en allemand

## Postérité

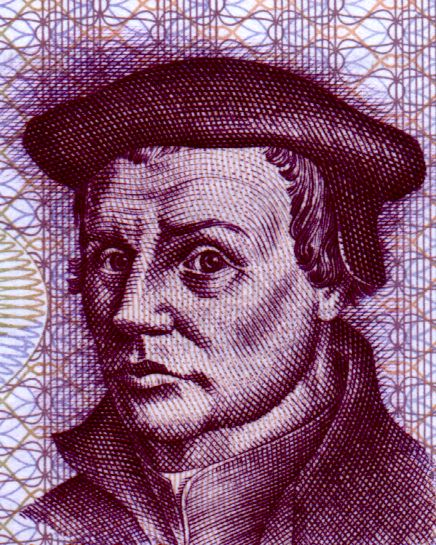
Thomas Müntzer (billet de 5 marks de RDA).

- En 1850, Friedrich Engels dans son ouvrage la Guerre des paysans en Allemagne « en fait le héros d'un communisme primitif précurseur du communisme scientifique… » (Élie Barnavi).
- En 1921, Ernst Bloch écrit le livre Thomas Münzer, Théologien de la Révolution dans lequel il essaie de donner un point de vue un peu plus neutre que ses prédécesseurs.
- En République démocratique allemande, son effigie orna le billet de 5 marks.
- En 1973, le Parti socialiste unifié d'Allemagne décide d'édifier en sa mémoire un musée panoramique sur le lieu même où il livra son dernier combat et où 5 000 paysans furent massacrés. Inauguré en septembre 1989, il contient une toile de 1 800 m2 de Werner Tübke intitulée Première révolution bourgeoise en Allemagne.
- En 1999, Luther Blissett, écrivain collectif italien, publie un roman historique, L'Oeil de Carafa, sous le titre de Q.
- En 2019, dans le sillage des différents actes des Gilets jaunes en Europe, Éric Vuillard écrit La guerre des pauvres, un récit de l'histoire de Thomas Müntzer.
- En 2019, il apparaît brièvement dans l'uchronie de Laurent Binet, Civilizations.
- En 2022, une bande dessinée de Gérard Mordillat et Éric Liberge évoque sa rivalité avec Martin Luther, La Guerre des paysans.